# Charles Sedgwick Minot
Charles Sedgwick Minot (Roxbury (Boston), 25 de dezembro de 1852 — Milton (Massachusetts), 19 de novembro de 1914) foi um anatomista estadunidense.

## Publicações selecionadas
- Charles Sedgwick Minot (1897). Human embryology. [S.l.]: Macmillan (1892), which has been translated into German
- A Laboratory Text-Book of Embryology (1903; second edition, 1910)
- Charles Sedgwick Minot (1908). The Problem of Age, Growth, and Death. [S.l.]: Putnam (1908)
- Die Methode der Wissenschaft (1913)
- Modern Problems of Biology (1913), also in French